# Farol da Ponta da Serreta

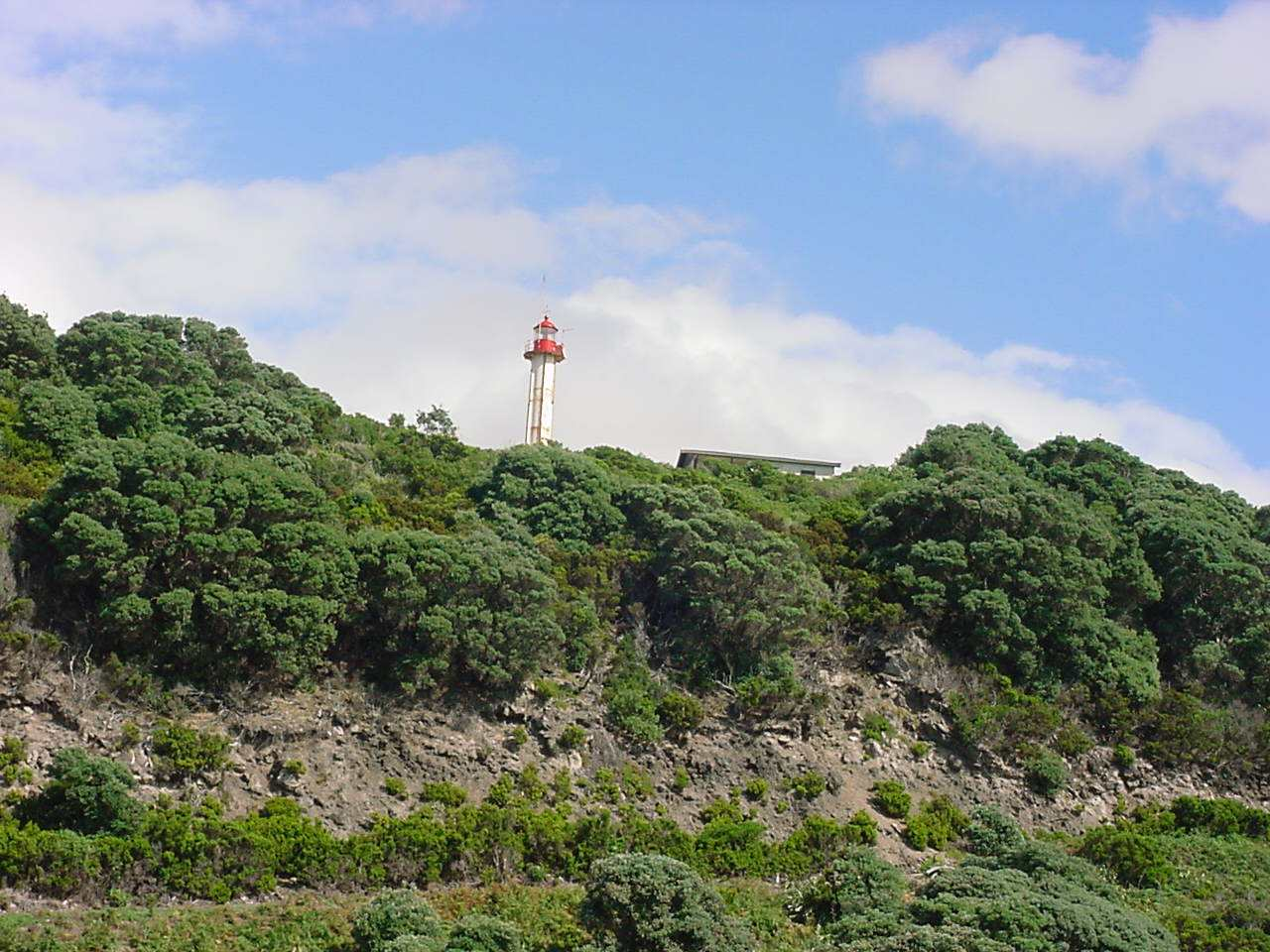
A torre do farol de Cacilhas instalada na Serreta (1983-2004).

O Farol da Ponta da Serreta, ou Farol da Serreta, localiza-se no alto de uma falésia, a ponta do Queimado, freguesia da Serreta, na costa norte da Ilha Terceira, nos Açores.
O farol actual é uma moderna torre de fibra de vidro, com 14 metros de altura, branca com barras horizontais vermelhas, equipada com um aparelho óptico de 5ª ordem (luz com as características FI W 6s) alimentada a energia solar.

## História
O «Plano Geral d'Alumiamento e Balizagem das Costas e Portos Marítimos do Continente do Reino e Ilhas Adjacentes», apresentado em 1883, pela Comissão de Faróis e Balizas criada, em 1881, para estudar a farolização das costas e portos, já incluía a construção de um farol na Ponta da Serreta. Este documento, cuja tabela resumo foi publicada em anexo à referida Lei de 20 de Março de 1883, previa para aquele local a construção de um farol de 4.ª ordem com caracteres distintivos 1B1V (luz distribuída em grupos de dois clarões, dos quais um é vermelho), sector iluminado de 240º, com 17,5 mn de alcance em estado de tempo médio e 8,5 mn em estado brumoso.
A proposta para instalação de um farol na Ponta do Queimado (nome pelo qual a Ponta da Serreta era mais conhecida), o extremo oeste da ilha Terceira, foi secundada pelo comandante José de Almeida de Ávila, faialense, que defendeu, em artigo publicado em 1891, intitulado «Uma opinião sobre a iluminação do arquipélago dos Açores», que fosse instalado na Ponta da Serreta um farolim visível em tempo regular a 10 a 12 milhas de distância.
O plano de farolização publicado por aquele oficial da Armada, um contributo pioneiro e bem fundamentado sobre a farolização das costas dos Açores, recebeu apoios vários, entre os quais os de especialistas como Domingos Tasso de Figueiredo e Augusto Eduardo Neuparth, e foi determinante para a operacionalização da componente açoriana do «Plano Geral d'Alumiamento e Balizagem das Costas e Portos Marítimos do Continente do Reino e Ilhas Adjacentes» que fora apresentado em 1883.
A ideia foi acolhida no Plano de Farolagem e Balizagem das Ilhas Adjacentes, elaborado em 1902 pelo então capitão-de-fragata engenheiro hidrógrafo Júlio Zeferino Schultz Xavier, que determinou a localização e as características da luz ali necessária, optando por um aparelho de 5ª ordem mostrando um clarão branco seguido de um vermelho de 5 em 5 segundos.
A construção do farol foi iniciada em 1907, segundo um projecto elaborado pelo engenheiro Jules Dourot. A obra foi executa pelos mestres Augusto Alves, pedreiro, e Jacinto Ferreira, carpinteiro, tendo o Farol da Serreta entrado em funcionamento no dia 4 de novembro de 1908. Ficou localizado na Ponta do Queimado, ou Ponta da Serreta, com o plano focal a 96 m de altitude acima do nível médio do mar, na posição 38º 45,85’ N e 27º 22,44’ W (WGS 84).
A torre inicial tinha 11 metros de altura estando inicialmente equipada com um aparelho catadióptrico girante de 5ª ordem, com 187,5 mm de distância focal, que tinha como fonte luminosa um candeeiro de nível constante. A rotação da óptica era produzida por uma máquina de relojoaria.
O aparelho óptico foi substituído em 1935 por outro de 4ª ordem e a fonte luminosa passou em 1947 a ser uma lâmpada de incandescência alimentada a vapor de petróleo, ficando o farol com um alcance luminoso de 25 milhas náuticas.
O farol foi electrificado em 1958 através da instalação de dois grupos electrogéneos a diesel, passando a fonte luminosa a ser uma lâmpada de incandescência eléctrica de 3000 W, ficando a fonte luminosa com alcance de 30 milhas náuticas. Em 1960, devido ao mau estado em que se encontrava, a óptica foi substituída por outra de 4ª ordem, que tinha sido retirada do Farol de Sagres.
O caminho de acesso ao farol, a Canada do Farol, aberto aquando da construção, era em macadame, sendo frequente ficar intransitável após chuvadas intensas. Em 1968, por diligência de Teotónio Machado Pires, o governador civil do então Distrito Autónomo de Angra do Heroísmo, foi construída uma estrada de acesso ao farol, de uma única faixa de rodagem, mas asfaltada, ligando o farol à estrada que contorna a ilha.
Aquando do sismo de 1 de janeiro de 1980, que às 15:46 horas daquele dia assolou o Grupo Central dos Açores, o farol, particularmente as habitações, ficou danificado.  O sismo provocou fendilhações no farol e perda de 2,5 kg de mercúrio, mantendo-se no entanto em funcionamento.
No ano seguinte foram instaladas provisoriamente quatro casas pré-fabricadas para alojamento dos faroleiros, que entretanto tinham habitado nas dependências do farol, em mais uma história de sacrifício de que a história dos faróis é fértil.
O projecto de recuperação do farol foi abandonado em 1982 por ser considerado demasiado dispendioso. Em substituição, em finais de 1983 foi deslocada para os Açores a antiga torre metálica do extinto Farol de Cacilhas, que havia sido desactivada em 18 de maio de 1978 devido à construção do novo Terminal de Passageiros de Cacilhas e à sua pouca utilidade como ajuda à navegação. Instalado no local do farol, entretanto demolido, foi colocado um pequeno farolim que começou a funcionar provisoriamente em 1983, com uma lanterna de 6ª ordem, enquanto se procedia à montagem da estrutura metálica trazida de Cacilhas. 
O farolim provisório foi desactivado em 1986, passando o eclipsor (do tipo EDOLD) para a torre metálica, sendo montado um novo aparelho ótico de 5ª ordem, sendo a característica e sector de visibilidade alteradas. A torre tinha 15 metros de altura. Em 1987 o farolim foi remodelado e automatizado com sistema SIRIUS, passando a funcionar com energia solar após a montagem de painéis fotovoltaicos, mantendo como reserva um grupo electrogéneo. Em 2000 o sistema SIRIUS foi substituído pelo sistema ELCO – 12. 
Em 2001 a Câmara Municipal de Almada mostrou interesse em que a estrutura do farol voltasse para Cacilhas pelo que no primeiro semestre de 2004, o ex-farol de Cacilhas instalado na ilha Terceira, foi desmontado e substituído por uma estrutura em fibra de vidro com sistema não vigiado.
A nova torre é constituída por módulos de fibra de vidro, ficando com 14 metros de altura.
O farol é rodeado por uma floresta secundária, dominada por Metrosideros excelsa, espécie originária da Nova Zelândia, que ocupou as curraletas de vinha abandonadas. Em seu entorno destaca-se a vegetação endémica de laurissilva, dominada por lauráceas como o loureiro (Laurus novocanariensis) e o vinhático (Persea indica), com pau-branco, faia-da-terra e Pittosporum undulatum. O farol encontra-se localizado no interior do Parque Natural da Terceira, numa das zonas de maior beleza natural da ilha Terceira.

## Evolução das características do farol
Ao longo dos anos, o Farol da Ponta da Serreta teve as seguintes características:
- O farol inicial consistia numa torre branca quadrangular em alvenaria, elevando-se do centro de um edifício também branco, de um só piso. A estrutura, inaugurada em 1908 foi danificada pelo Sismo de 1 de Janeiro de 1980, dada por irrecuperável em 1982 e demolida em 1983.
- Entre 1980 e 1986 funcionou um farolim provisório, inicialmente instalado na torre e depois adiante do edifício arruinado, tendo sido em 1981 instaladas no local 4 casas pré-fabricadas em madeira para residência dos faroleiros e apoio ao farol.
- Em 1983 foi dado início à instalação, no local da demolida torre em alvenaria, da torre metálica do extinto Farol de Cacilhas. Era uma torre cilíndrica de ferro, com 12 metros de altura e 1,7 m de diâmetro, encimada por uma cúpula, com edifício anexo. Possuía aparelho iluminante de quinta ordem, com dois clarões de luz, alternadamente branca e vermelha, em cada intervalo de dez segundos, visível, com atmosfera limpa, a 18 milhas náuticas e, em tempo brumoso, a 9 milhas náuticas.
- Em 2004 foi removida a torre do Farol de Cacilhas, devolvido ao seu local original a solicitação do Município de Almada, e construída a torre actual, uma estrutura cilíndrica em fibra de vidro alimentada a energia solar, com 14 m de altura, emitindo um relâmpago branco a cada 6 segundos, com um alcance de 12 milhas náuticas.

As características técnicas do farol tiveram a seguinte evolução:
- 1883 - O plano geral de alumiamento projectava para o farol da Serreta um aparelho de 4ª ordem, com luz distribuída em grupos de 2 clarões sendo um branco e outro vermelho, com um alcance luminoso de 17,5 milhas em estado médio e 8,5 milhas em estado brumoso;
- 1902 - a comissão de farolagem, presidida por Schultz Xavier, propunha um aparelho de 5ª ordem, mostrando um clarão branco seguido de um vermelho de 5 em 5 segundos;
- 1908 - início do funcionamento do farol, sendo equipado com uma óptica dióptrica-catadióptrica girante de 5ª ordem, de 187,5 mm de distância focal, movimentada por mecanismo de relojoaria, tendo como fonte luminosa um candeeiro a petróleo de nível constante;
- 1935 - substituído o aparelho óptico por um de 4ª ordem, passando a fonte luminosa a ser a incandescência de vapor de petróleo e o alcance luminoso a ser de 25 milhas;
- 1958 - electrificação do farol, com grupo electrogéneo a gasóleo, passando o alcance da fonte luminosa para 30 milhas; *1960 - substituído o aparelho óptico, que se encontrava em mau estado, por outro que se encontrava no antigo Farol de Sagres;
- 1980 - sismo de 1 de janeiro de 1980 provoca fendilhações no farol e perda de 2,5 kg de mercúrio, mantendo-se no entanto em funcionamento;
- 1981 - as casas dos faroleiros, danificadas pelo sismo de 1980, são substituídas por casas pré-fabricadas, instaladas nos lados do recinto.
- 1983 - o farol é demolido, restando apenas a antiga instalação oficinal e dos geradores, e é montada no local a antiga torre metálica que fora do Farol de Cacilhas, com a respectiva óptica de 5ª ordem.
- 2004 - retirada a torre metálica e instalada uma torre de fibra de vidro de 14 m de altura. O farol passa a ter 12 milhas náuticas de alcance.